# Friendship (álbum de Perico Sambeat)
Friendship es el nombre del decimotercer álbum del saxofonista de jazz Perico Sambeat. Está interpretado por un quinteto liderado por el propio Perico Sambeat con la colaboración de un grupo de grandes figuras del jazz norteamericano: el pianista Brad Mehldau, el guitarrista Kurt Rosenwinkel, el contrabajista Ben Street y el batería Jeff Ballard. Fue lanzado al mercado en el año 2003 por el sello alemán ACT.

## Lista de composiciones
1. "Memoria de un sueño" (Perico Sambeat) - 8:00
2. "Orbis" (Perico Sambeat) - 7:25
3. "Bioy" (Perico Sambeat) - 7:36
4. "Eterna" (Perico Sambeat) - 4:54
5. "Ícaro" (Perico Sambeat) - 7:34
6. "Mirall" (Perico Sambeat) - 5:36
7. "Crazy She Calls Me" (Ben Sigman / Jeff Russell) - 5:44
8. "Actors" (Perico Sambeat) - 5:03
9. "Matilda" (Perico Sambeat / Carlos Alberola) - 7:34
10. "Iris" (Perico Sambeat) - 2:08

## Intérpretes
- Perico Sambeat: saxofón alto y soprano
- Brad Mehldau: piano
- Kurt Rosenwinkel: guitarra (en los temas 1, 3 y 5)
- Ben Street: contrabajo
- Jeff Ballard: batería

Artista invitada:
- Carme Canela: voz en "Matilda"

## Créditos de producción
- Producción artística: Perico Sambeat
- Grabado en Knoop Studio (River Edge, New Jersey, EE. UU.) por Katsuhiko Naito en febrero de 2003
- Mezclado en Knoop Studio (River Edge, New Jersey, EE. UU.) y en RCAudio Studio (Rocafort, Valencia, España) por Jorge Juan Villaverde y José Sepúlveda
- Masterizado en Bauer Studios (Ludwigsburg, Alemania) por Adrian von Ripka
- Diseño gráfico: Peter Krüll
- Fotografía: Siegfried Loch